# Judith Durham
Judith Durham, geboren als Judith Mavis Cock (Essendon, 3 juli 1943 – Melbourne, 5 augustus 2022) was een Australische zangeres, songwriter en muzikante, die in 1963 de leadzangeres werd van de Australische populaire folkmuziekgroep The Seekers.
De groep werd vervolgens de eerste Australische popgroep die grote hitparade- en verkoopsuccessen behaalde in het Verenigd Koninkrijk en de Verenigde Staten en heeft wereldwijd meer dan 50 miljoen platen verkocht. Durham verliet de groep medio 1968 om haar solocarrière voort te zetten. In 1993 begon Durham sporadische opnamen en optredens te maken met The Seekers, hoewel ze in de eerste plaats een soloartieste bleef. Op 1 juli 2015 werd ze uitgeroepen tot «Victorian of the Year» voor haar diensten aan muziek en een reeks goede doelen.

## Vroege jeugd
Durham werd geboren als dochter van William Alexander Cock DFC, een navigator en Pathfinder uit de Tweede Wereldoorlog, en zijn vrouw Hazel (geboren Durham). Vanaf haar geboorte tot 1949 woonde ze op Mount Alexander Road in Essendon en ging ze naar de Essendon Primary School. Ze bracht de zomervakanties door in het huis van haar familie (dat inmiddels is gesloopt) aan de westkant van Durham Place in Rosebud.
Haar vader aanvaardde in 1949 werk in Hobart, Tasmanië. Vanaf begin 1950 woonde het gezin in Taroona, een buitenwijk van Hobart, waar Durham de Fahan School bezocht voordat ze terugkeerde naar Melbourne, waar ze in 1956 woonde in Georgian Court, Balwyn. Ze werd opgeleid aan de Ruyton Girls' School Kew en vervolgens ingeschreven aan de RMIT University.
Durham was aanvankelijk van plan pianiste te worden en behaalde de kwalificatie van Associate in Music, Australia (AMusA) in klassieke piano aan het conservatorium van de Universiteit van Melbourne. Ze had een aantal professionele verbintenissen met piano spelen en had ook een klassieke vocale training en speelde blues-, gospel- en jazzstukken. Haar zangcarrière begon op een avond op 18-jarige leeftijd toen ze Nicholas Ribush, leider van de Melbourne University Jazz Band, in de Memphis Jazz Club in Malvern vroeg of ze met de band mocht zingen. In 1963 begon ze op te treden in dezelfde club met de Jazz Preachers van Frank Traynor, waarbij ze de meisjesnaam Durham van haar moeder gebruikte. In dat jaar nam ze ook haar eerste ep Judy Durham op met de Jazz Preachers voor W&G Records.

## The Seekers
The Seekers bestonden uit Durham, Athol Guy, Bruce Woodley en Keith Potger, een radioproducent van ABC. Door Potgers positie konden de drie in hun vrije tijd een demobandje maken. Dit werd aan W&G Records gegeven, die nog een sample van Durhams stem wilden voordat ze ermee instemden een album van Jazz Preachers op te nemen. W&G contracteerde in plaats daarvan The Seekers voor het album Introducing The Seekers in 1963. Potger verscheen niet op de albumhoes omdat hij geen tweede baan mocht hebben. Durham nam echter twee andere nummers op met de Jazz Preachers, Muddy Water (dat verscheen op hun album Jazz From the Pulpit) en Trombone Frankie (een aangepaste versie van Bessie Smiths Trombone Cholly).
Begin 1964 voeren The Seekers naar het Verenigd Koninkrijk op de S.S. Fairsky waarop de groep voor het muzikale entertainment zorgde. Oorspronkelijk waren ze van plan om na tien weken terug te keren, maar ze kregen een gestage stroom van boekingen via het Grade Agency omdat ze het bureau een exemplaar van hun eerste album hadden gestuurd. Op 4 november 1964  namen The Seekers I'll Never Find Another You op in de Abbey Road Studios van EMI Music, gecomponeerd en geproduceerd door Tom Springfield en vervolgens uitgebracht in december 1964. In februari 1965 bereikte het nummer nummer één in het Verenigd Koninkrijk en Australië, terwijl hun opname Georgie Girl (uit de gelijknamige film) uit 1966 van Springfield en Jim Dale nummer twee (Billboard Hot 100) en nummer één (Cashbox hitlijst) bereikte in de Verenigde Staten.
Op 12 maart 1967 vestigden The Seekers een officieel Australisch record, toen meer dan 200.000 mensen (bijna een tiende van de totale bevolking van de stad op dat moment) samenstroomden naar hun optreden in de Sidney Myer Music Bowl in Melbourne. Hun tv-special The Seekers Down Under scoorde het grootste tv-publiek ooit, en begin 1968 kregen ze allemaal de hoogste eer van het land als «Australians of the Year 1967». Tijdens een tournee door Nieuw-Zeeland in februari 1968, informeerde Durham de groep dat ze The Seekers zou verlaten en vertrok vervolgens in juli 1968.

## Solocarrière
Durham keerde in augustus 1968 terug naar Australië en haar eerste solo tv-special An Evening with Judith Durham werd in september vertoond bij Nine Network. Tijdens haar solocarrière heeft ze de albums For Christmas with Love, Gift of Song en Climb Ev'ry Mountain uitgebracht. In 1970 maakte ze in Londen de tv-special Meet Judith Durham, eindigend met haar vertolking van When You Come to the End of a Perfect Day van Carrie Jacobs-Bond (1862-1946).
In 1975 speelde Judith in een acteer- en zangrol als Sarah Simmonds, een burlesque-artiest in The Golden Girl, een aflevering van de Australische tv-serie Cash and Co. Deze aflevering speelt zich af in de Australische goudvelden van de 19e eeuw en bevatte ook Durhams echtgenoot Ron Edgeworth op piano. Ze speelde zes nummers, waaronder Oh Susanna, When Starlight Fades, Maggie Mae, Rock Of Ages, There's No Place Like Home en The Lord Is My Shepherd.
Vervolgens werd besloten om The Australian Cities Suite op te nemen, waarbij alle opbrengsten van de verkoop van de cd naar de liefdadigheidssector zouden gaan. Het album was oorspronkelijk gepland voor een publicatie in oktober 2008, maar die werd uiteindelijk verschoven naar april 2012. Het project was bedoeld om goede doelen te helpen, zoals de Motor Neurone Disease Association of Australia (Durham is de nationale beschermheer) en Orchestra Victoria, naast andere goede doelen die profiteren van het Lord Mayor's Charitable Fund of het nationale aangesloten netwerk United Way.
In 2006 begon Durham met het moderniseren van de muziek en spreekwijze in het Australische volkslied Advance Australia Fair. Ze voerde het voor het eerst uit in mei 2009 in de Federation Hall in St Kilda Road.
Het werd uitgebracht op cd-single. Op 13 februari 2009 maakte Durham een verrassende terugkeer naar de Myer Music Bowl toen ze het slotnummer uitvoerde op de RocKwiz Salutes the Bowl - Sidney Myer Music Bowl 50th Anniversary met The Carnival Is Over. Op 23 mei 2009 voerde Durham een a capella-concert van een uur uit in Melbourne als lancering van haar album Up Close and Personal.
In oktober 2011 tekende Durham een exclusieve internationale deal met Decca Records. In juni 2018, om de 75e verjaardag van Durham te vieren, werd een verzameling van 14 niet eerder uitgebrachte nummers uitgebracht op het album So Much More.

## Privéleven
Op 21 november 1969 trouwde Durham in de Scots' Church in Melbourne met haar muzikaal leider, de Britse pianist Ron Edgeworth.
Ze woonden in het Verenigd Koninkrijk en Zwitserland tot het midden van de jaren 1980, toen ze onroerend goed kochten in Nambour, Queensland. In 1990 waren Durham, Edgeworth en hun tourmanager Peter Summers betrokken bij een auto-ongeluk op de Calder Freeway. De bestuurder van de andere auto overleed ter plaatse en Durham liep een gebroken pols en been op. Door de reactie van haar fans overwoog Durham om weer samen te komen met de andere leden van The Seekers voor een Silver Jubilee-show. Tijdens deze reünie werd bij Edgeworth een motorneuronziekte vastgesteld. Hij overleed op 10 december 1994 met Durham aan zijn zijde.
Eind jaren 1990 werd Durham gestalkt door een voormalige president van een fanclub van Judith Durham, een vrouw die haar tientallen deurmatten per post stuurde. De vrouw werd vervolgens vervolgd en werd later opgesloten voor andere seriële misdaden.
In mei 2013 tijdens de Golden Jubilee-tournee van The Seekers, kreeg Durham een beroerte die haar vermogen om te lezen en schrijven verminderde, zowel visuele taal als partituren. Tijdens haar herstel boekte ze vooruitgang om die vaardigheden weer op te bouwen. Haar zangvaardigheid werd niet aangetast door de beroerte.
Durham overleed op 5 augustus 2022 op 79-jarige leeftijd in The Alfred Hospital in Melbourne aan complicaties van een chronische longziekte.

## Onderscheidingen en prijzen
- In 1966 ontvingen The Seekers (Judith Durham, Athol Guy, Bruce Woodley, Keith Potger) de Carl Alan Award voor Best New Group (1965) bij de Top Of The Pops Awards in Londen.
- In 1968 werden Durham en de andere leden van The Seekers gezamenlijk en hoofdelijk uitgeroepen tot Australians of the Year 1967.
- In 1995 werden Durham en de andere leden van The Seekers opgenomen in de Hall of Fame van de Australian Record Industry Association (ARIA).
- Tijdens de Australia Day Honours van 1995 ontving Durham, samen met de andere leden van The Seekers, de Medal of the Order of Australia (OAM).
- In 2001 werd Durham bekroond met de Centenary Medal door de gouverneur-generaal voor gewaardeerde service aan de Australische samenleving door middel van muziek.
- In 2003 investeerde Rotary International in Durham als Paul Harris Fellow, als erkenning voor haar uitgebreide werk voor liefdadigheidsinstellingen.
- In 2006 ontvingen Durham en de andere leden van The Seekers de sleutel tot de stad door de burgemeester van Melbourne, John So.
- In 2012 werden Durham en de andere leden van The Seekers door Australia Post geëerd met een speciale Legends Of Australian Music-postzegel.
- Tijdens de Queen's Birthday Honours 2014 werd Durham, samen met de andere leden van The Seekers, bevorderd tot Officer of the Order of Australia (AO).
- In 2013 ontvingen Durham en The Seekers de Ted Albert Award van de Australian Performing Rights Association (APRA) voor Outstanding Services to Australian Music.
- In 2015 werd Durham uitgeroepen tot Victorian of the Year, voor voorbeeldige diensten aan muziek en tal van goede doelen.
- In 2015 werd Durham, samen met de andere leden van The Seekers, opgenomen in de Music Victoria Hall of Fame.
- In 2019 werd Durham de tweede inductee in de Australian Women in Music Awards Honor Roll.

## Discografie

### Singles
- 1964: Trombone Frankie (Frank Traynor's Jazz Preachers & Judy Durham) / House Of The Rising Sun (Frank Traynor's Jazz Preachers & Helen Violaris)
- 1967: The Olive Tree / The Non-Performing Lion Quickstep
- 1967: Georgy Girl (met the Seekers)
- 1967: Again and Again / Memories
- 1970: The Light Is Dark Enough / Wanderlove
- 1970: Take Care of My Brother / Wanderlove
- 1970: Let Me Find Love/ Music Everywhere
- 1971: Climb Ev'ry Mountain / What Could Be a Better Way
- 1974: I Wanna Dance to Your Music / Mama's Got the Blues (met the Hottest Band in Town)
- 1974: It's Goin' to Be a Beautiful Day / Chase Those Blues Away (met the Hottest Band in Town)
- 1974: What'll I Do / The Hottest Band in Town (met the Hottest Band in Town)
- 1975: Down by the Riverside / Chase Those Blues away (met the Hottest Band in Town)
- 1975: I Love You / Gloryland
- 1992: Australia Land of Today
- 1994: A World of Our Own (met the Seekers)
- 1997: I Am Australian (met Russell Hitchcock en Mandawuy Yunupingu)
- 1997: Far Shore (met the Seekers)
- 1997: Calling Me Home (met the Seekers)
- 1998: Yil Lull (as Singers For The Red Black & Gold)
- 2009: Advance Australia Fair

### Ep's
- 1963: Judy Durham (met Frank Traynor's Jazz Preachers)

### Studioalbums
- 1968: For Christmas with Love
- 1970: Gift of Song
- 1971: Climb Ev'ry Mountain (opnieuw uitgebracht in 2015)
- 1974: Judith Durham and The Hottest Band in Town
- 1974: Judith Durham and The Hottest Band in Town Volume 2
- 1994: Let Me Find Love
  - 2000: opnieuw uitgebracht Hold On to Your Dream
- 1996: Mona Lisas
  - 1997: opnieuw uitgebracht Always There
- 1997: Future Road (met The Seekers)
- 2008: The Australian Cities Suite (opnieuw uitgebracht in 2012)
- 2009: Up Close and Personal
  - 2016: opnieuw uitgebracht An Acappella Experience
- 2011: Epiphany
- 2013: It's Christmas Time

### Compilatiealbums
- 1971: Australia's Own Judith Durham
- 1972: Here Am I
- 1993: The Silver Jubilee Album (met The Seekers)
- 1994: A Carnival of Hits (met the Seekers)
- 2011: Colours of My Life
- 2013: The Platinum Album
- 2018: So Much More

### Livealbums
- 1979: The Hot Jazz Duo (met Ron Edgeworth)
- 1993: 25 Year Reunion Celebration (Judith Durham en The Seekers)
- 2002: Live in Concert (Melbourne Welsh Male Choir met Judith Durham)
- 2014: Live in London

- Bibsys: 1512647515013
- Gemeinsame Normdatei: 119426269
- International Standard Name Identifier: 0000 0001 1462 9297
- Library of Congress Control Number: nr95002046
- MusicBrainz: 51a46524-73ea-4c90-9c04-64db667df5c8
- Nationale Bibliotheek van Tsjechië: xx0105356
- Nationale bibliotheek van Australië: 35352154
- Trove: 506154
- Virtual International Authority File: 101607788